# Dario kajal
Dario kajal — новий вид дрібних прісноводних риб з родини бадієвих (Badidae), який був описаний лише 2013 року.
Зразки для дослідження були зібрані в 2006 році Ендрю Рао (англ. Andrew Rao) з Malabar Tropicals (Калькутта) та британським експертом з риб роду даніо (Danio) Пітером Котлом (англ. Peter Cottle).
Видова назва kajal мовою гінді означає чорний олівець для наведення очей, яким користуються традиційні індійські танцюристи. Це натяк на виразні смуги навколо очей у Dario kajal.
До появи наукового опису вид зустрічався в торгівлі акваріумними рибами під назвою Dario sp. «Jaintia Hills» або Dario sp. «Bangladesh».

## Розповсюдження
Вид відомий лише з однієї місцевості в окрузі Гори Джайнтія (англ. Jaintia Hills) на сході індійського штату Мегхалая. Це річечка Сейнфо (англ. Seinphoh), притока Мейнтду (англ. Myntdu River), в Умолонзі (англ. Umolong), за 7 км від міста Джовай. Вона належить до басейу річки Меґхна (англ. Meghna River), однієї з трьох головних річок що формують дельту Гангу при його впадінні в Бенгальську затоку.
Рибки були виловлені у невеличкій мілководній водоймі з майже стоячою каламутною водою без водної рослинності. Проте слід зважати на те, що Мегхалая отримує велику кількість сезонних опадів, і це означає, що глибина, швидкість течії, мутність та хімічний склад води в місцевих річках зазвичай значно коливаються залежно від пори року.

## Опис
Стандартна (без хвостового плавця) довжина для 10 досліджених зразків (5 самців і 5 самок) становила 14,4-20,0 мм, довжина голови складала 30,1-33,3 % стандартної довжини.
Тіло видовжене, помірно стиснуте з боків. Верхній контур голови прямий або трішки випуклий, нижній — випуклий. Очі розташовані в передній частині голови. Рот кінцевий, спрямований трохи вгору, нижня щелепа виступає вперед. Профіль спини вигнутий у формі арки, профіль черева прямий. Обидва профілі наближаються один до одного на хвостовому стеблі.
Луска ктеноїдна на боках і циклоїдна у верхній частині голови.
Хребців: 24-26.
Спинний плавець має 13-15 твердих і 6-8 м'яких променів, анальний — 3 твердих і 6-8 м'яких променів, у хвостовому 11-13 основних променів та ще 3-4 додаткових згори і 3-5 знизу. Задні краї спинного та анального плавців, а також грудні плавці закруглені, хвостовий плавець підрізаний. Два перших промені черевних плавців подовжені, причому у самців значно більше.
Основне забарвлення самців світле, коричнювато-оливкове. Подвійні оранжево-коричневі поперечні смужки обмежуються верхньою половиною тіла, черевна частина однотонна. Зяброві кришки мають лиск.
Оранжево-коричневі кольори переважають на спинному, анальному та хвостовому плавцях. У передній частині спинного плавця є характерна чорна пляма. Зовнішні контури грудних, спинного та анального плавців мають яскраву біло-блакитну облямівку, а спинний плавець ще додатково вузенький чорний кант зверху.
При збудженні боки у самця набирають вишнево-червоних кольорів, а на спині з'являється зеленкуватий лиск.
Самки забарвлені значно простіше.

## Утримання в акваріумі
В акваріумній літературі цей вид зазвичай зустрічається під назвою Dario sp. «Jaintia Hills».
Для пари риб або групи, що складається з одного самця та кількох самок, потрібен акваріум розміром 45х30 см або більше. Краще тримати Dario kajal у видовому акваріумі. Самці поводять себе територіально, тому акваріум повинен бути достатньо просторим і відповідним чином облаштований, щоб кожен із них мав тут можливість зайняти власну територію.
Краще, коли ґрунт буде м'яким, але можна використовувати й дрібнозернистий пісок. Ідеальними рослинами будуть криптокорини (Cryptocoryne). Можна також саджати рослини, які можуть бути прикріплені до декору, наприклад, таїландська папороть, анубіас або яванський мох (Taxiphyllum). Останній буде особливо корисним, оскільки він є й ідеальним нерестовим субстратом.
Температура води може бути в межах 16–24 °C. За більш високих значень риби втрачають колір і стають чутливими до хвороб. Надають перевагу нейтральній воді з показником pH6,5–7,5. Твердість води в межах 90–179 ppm має бути нормальною.
Корм: дрібний живий або морожений.
Рибки повільно рухаються, мають сором'язливий характер, схильні до усамітнення й легко лякаються. Вони не можуть конкурувати за їжу з більшими або активнішими сусідами.
Умови розведення є такими самими, як і для інших представників роду даріо.